# Ralph Heid
Ralph Heid (* 1946; † 9. November 2008) war ein Schweizer Xylophonvirtuose mit musikalischem Schwerpunkt auf populärer Klassik.
Besonders bekannt war er für seine Beherrschung schnellster Musikpassagen, die ihm Beinamen wie „weltschnellster Xylophonist“, „Xylophonweltmeister“ oder „Hurrikan auf dem Xylophon“ einbrachten. So spielte er beispielsweise das Stück „Hummelflug“ von Rimski-Korsakow mit 16 Anschlägen pro Sekunde, den „Zirkus Renz Galopp“ mit verbundenen Augen und bis zu 20 Anschlägen pro Sekunde. Viele seiner etwa 100 Stücke seines Repertoires hatte Ralph Heid selbst arrangiert, einige davon waren auch Eigenkompositionen. Seine Xylophone mit 44 Klangstäben baute er selbst, damit sie der starken Beanspruchung standhielten.
Seine musikalische Karriere begann 1950, im Alter von vier Jahren, durch einen Vertrag mit dem Basler Variété Clara. Er trat in seinem jahrzehntelangen Bühnenleben auf dutzenden internationalen Showbühnen als Stargast auf, zum Beispiel im Olympia in Paris, im Roxy Theatre in New York oder im Friedrichstadtpalast in Berlin, teils zusammen mit Weltstars wie dem Glenn Miller Orchestra und Burt Bacharach. Auch in vielen Radio- und Fernsehshows hatte er Stargast-Auftritte. Auf Kreuzfahrten von US-Luxusdampfern gab er regelmässig Gastspiele, scheute aber auch kleine Vereinsfeste nicht. Seine Live-Bühnenshow wurde in der Regel begleitet von einer Playback-Einspielung des National Philharmonic Orchestra, London (einem Orchester, das ausschliesslich für Aufnahmezwecke gegründet wurde). Oft waren Duette mit anderen Stargästen und humorvolle Einlagen Bestandteile seiner Galashows.
Heids Frau Hana, eine gebürtige Tschechin und ehemalige Ballett-Tänzerin, war für die Technik bei seinen Auftritten verantwortlich. Er wohnte mit ihr in Buchs, in der Nähe von St. Gallen.

## Erfolge in Wettbewerben
Als Drittplatzierter der schweizerischen Vorentscheidung zum Grand Prix der Volksmusik 1993 erreichte er den internationalen Wettbewerb, wo er mit dem Titel Glacier-Express auf Platz 9 kam. 1994 wurde er für den „Prix Walo“ 1993 (die wichtigste Auszeichnung im Schweizer Showbusiness; „Schweizer Oscar“) nominiert.